# Capela de Nossa Senhora das Vitórias (Furnas)

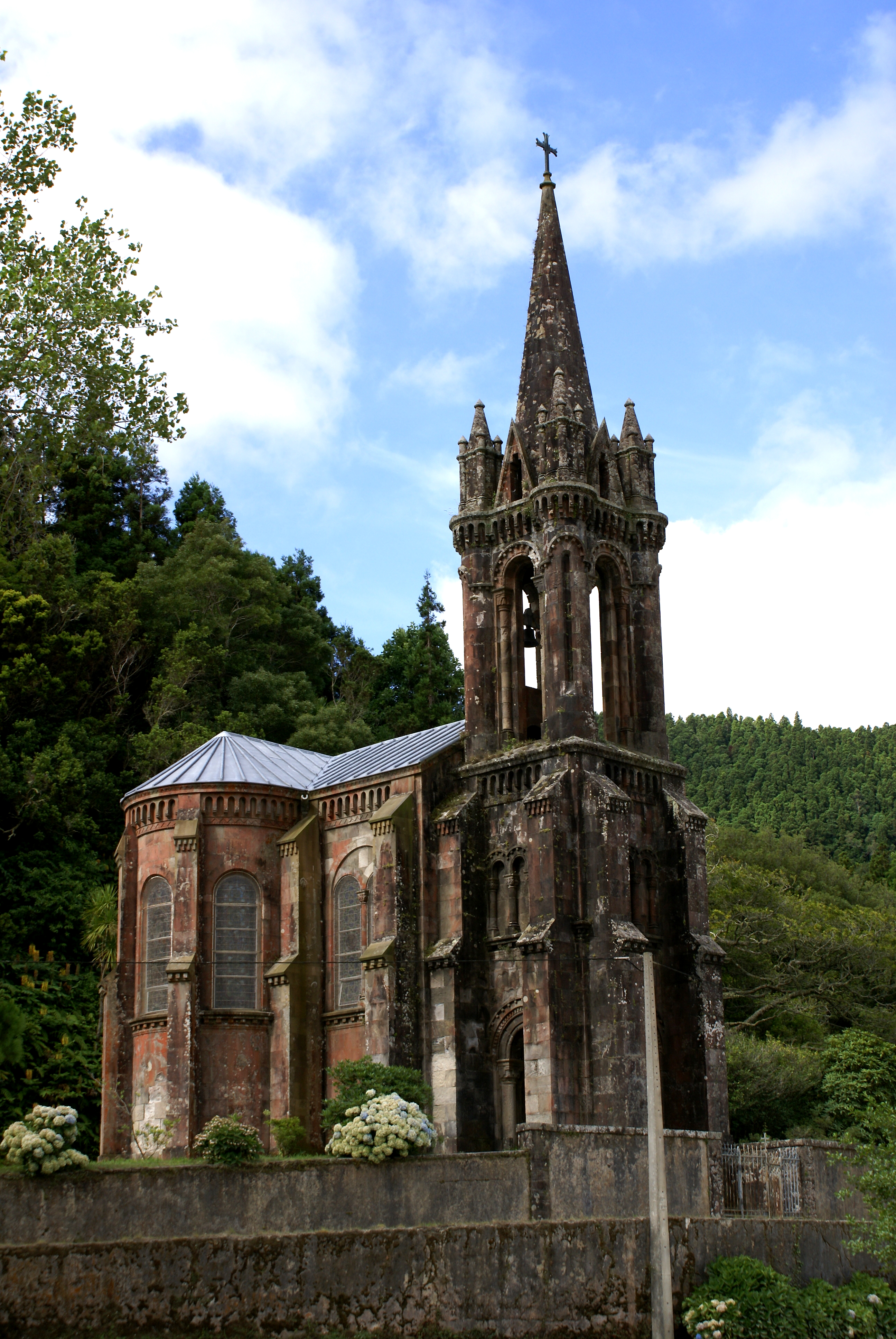
Capela de Nossa Senhora das Vitórias, Lagoa das Furnas.

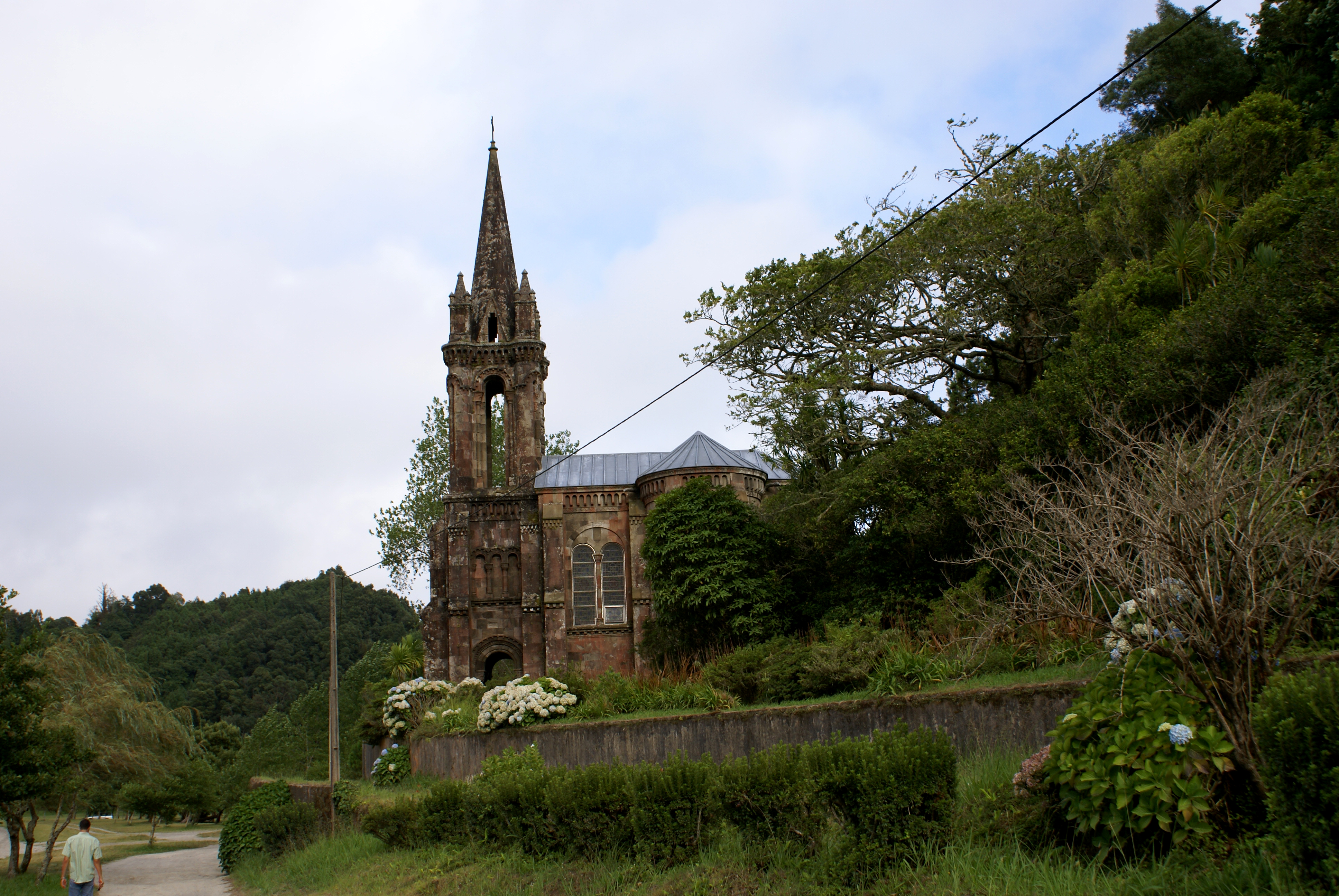
Capela de Nossa Senhora das Vitórias.

A Capela de Nossa Senhora das Vitórias localiza-se nas Furnas, município de Povoação, na ilha de São Miguel, nos Açores.
É considerada como um dos mais ricos e originais templos do arquipélago.
Encontra-se classificada como Imóvel de Interesse Público pela Resolução n.º 187/98, de 6 de Agosto e pela Resolução n.º 56/2001, de 17 de Maio.

## História
Foi mandada erguer por José do Canto, em  consequência de um voto formulado por ocasião de uma doença grave de sua esposa. O seu testamento, escrito em 27 de Junho de 1862, reza:
| “ | Tendo feito, durante a maior gravidade da moléstia de minha esposa, em 1854, o voto de edificar uma pequena capela da invocação de Nossa Senhora das Vitórias, e não havendo realizado ainda o meu propósito por circunstâncias alheias à minha vontade, ordeno que se faça a dita edificação, no caso que ao tempo da minha morte não esteja feita, no sítio que havia escolhido, junto da Lagoa das Furnas, com aquela decência, e boa disposição em que eu, se vivo fora, a teria edificado | ” |

A ermida foi levantada ainda em vida de José do Canto, do que resultou que a mesma ficasse a constituir uma pequena maravilha  artística,  em estilo neo-gótico, imitando as grandes catedrais europeias. A obra de cantaria foi executada por pedreiros micaelenses sob a chefia do Mestre António de Sousa Redemoinho, de Vila Franca do Campo. A capela ficou muitíssimo valorizada com riquíssimos vitrais.
Foi inaugurada solenemente no dia 15 de agosto de 1886, ainda em vida de José do Canto, referindo-se os jornais do tempo, a essa festa, em termos elogiosos. A imagem do altar-mor é feita de jaspe e os vitrais que circundam o templo evocam passos da vida de Nossa Senhora desde o nascimento à assunção.
A Capela de Nossa Senhora das Vitórias foi construída nas imediações da casa de veraneio de José do Canto, que nela se encontra sepultado com sua esposa.